# Il trono di legno
Il trono di legno è un romanzo di Carlo Sgorlon del 1973, che narra la vita di Giuliano, dall'infanzia all'età adulta, e la sua crescita interiore. Con questo romanzo l'autore vinse il Premio Campiello lo stesso anno.

## Trama
Giuliano è un orfano allevato da Maddalena. Quest'ultima non è sua madre, ma Giuliano ha scoperto la verità all'età di 10 anni, pur essendosi talvolta chiesto il perché di quello strano rapporto che a volte lo lasciava troppo indipendente. Cresciuto cercando di scoprire qualcosa in più sulla sua famiglia d'origine, perlustra la vecchia casa in cui abita e chiede informazioni in paese, ad Ontans, del misterioso "Danese"; in seguito scopre che questi era suo nonno.
Giuliano è un autodidatta, non è mai andato a scuola, risparmiando Maddalena dalla noia di dovercelo accompagnare. Riesce tuttavia a prepararsi e a sostenere diversi esami, sempre e solo con i libri che Maddalena gli procura misteriosamente. Conosce l'altro sesso dopo l'incontro con Flora, una bizzarra ragazza che lo distrae dallo studio e dai suoi progetti di fare il marinaio e l'esploratore. In seguito la ragazza lo lascia e nessuno sa dove trovarla.
Dopo la morte prematura di Maddalena. Giuliano si sente libero da vincoli e decide di lasciare il paese per andare alla ricerca di suo nonno, il "Danese", che aveva mandato una lettera qualche tempo prima per avere informazioni di eventuali parenti rimasti ad Ontans.
Durante il viaggio parla con uno studente che ha frequentato Flora, abbandona il treno ed interrompe il viaggio per recarsi al paesetto di montagna dove spera di incontrare la ragazza. Lungo il tragitto rischia di morire assiderato, viene salvato da alcuni abitanti di Cretis, un paese vicino al luogo dove intendeva recarsi. 
Dopo la guarigione Giuliano rimane a Cretis, non sente il bisogno di cercare Flora, anche perché scopre che la casa in cui è stato salvato e accolto è proprio quella della famiglia della sua amata. Giuliano è affascinato dalla personalità di Pietro, il nonno, ed impara ad amare Lia, la sorella di Flora, misteriosa e tranquilla, dal temperamento completamente diverso. Decide di rimanere cercando di dar vita al villaggio con invenzioni e ricerche nelle soffitte allo scopo di divertire Lia. 
Improvvisamente Flora ritorna a Cretis. Con la sua vitalità sconvolge la vita del paese e soprattutto la vita di Giuliano, che sente riaccendersi la passione per lei. Ma lo spirito inquieto della ragazza non le permette di fermarsi a vivere tra i monti: fugge senza dir niente a nessuno ma Giuliano, anche se tormentato dal rimorso di ferire Lia, la insegue e la ritrova. I due viaggiano in Italia e in Europa vivendo di espedienti. Flora ritorna alla sua passione per il teatro e ricomincia a fare l'attrice portandosi dietro Giuliano in ogni suo spostamento. Il loro rapporto però si sta raffreddando e Giuliano l'abbandona per paura di venir lasciato a sua volta. 
Decide di proseguire con la ricerca di suo nonno, ma sente che il destino lo richiama a Cretis. Tornato, scopre che Lia non c'è più. Rimane con Pietro, Namu, il Rosso e il bambino nato da Lia, che è suo figlio. Dopo la morte di Pietro Giuliano, che non è mai riuscito a realizzare il sogno di fare l'esploratore, assume il ruolo di narratore di racconti avventurosi.

## Edizioni
- Il trono di legno, Collana Scrittori italiani e stranieri, Milano, Arnoldo Mondadori Editore, 1973, pp.274.
- Il trono di legno, Introduzione di Claudio Marabini, Collana Oscar n.922, Milano, A. Mondadori, 1979, pp.268; Collezione '900. Capolavori della narrativa contemporanea, Mondadori-De Agostini, 1986; Collana Oscar Bestsellers n.553, Mondadori, 1995.
- Il trono di legno, pref. di Giovanna Zucconi, Milano, CDE, 1992.
- (FR) , Le trône de bois, traduit de l'italien par Michael Gluck, Flammarion, Paris, 1981.